# Snes9x
Snes9x är en Super Nintendo emulator för Windows, Linux, Mac OS X, Android och ios (endast jailbreak) Programmet är skrivet i C++.